# Mathias Jung
Mathias Jung (Trusetal, 17 dicembre 1958) è un ex biatleta e allenatore di biathlon tedesco, vincitore di una medaglia olimpica e tre iridate. Durante la sua carriera agonistica ha gareggiato per la nazionale tedesca orientale.

## Biografia

### Carriera da atleta
In carriera prese parte a un'edizione dei Giochi olimpici invernali, Lake Placid 1980 (21° nella 20 km, 2° nella staffetta), e a tre dei Campionati mondiali, vincendo altrettante medaglie.

### Carriera da allenatore
Dopo il ritiro divenne allenatore della nazionale tedesca.

## Palmarès

### Olimpiadi
- 1 medaglia:
  - 1 argento (staffetta a Lake Placid 1980)

### Mondiali
- 3 medaglie:
  - 2 ori (staffetta a Lahti 1981); staffetta a Minsk 1982;
  - 1 argento (sprint a Antholz-Anterselva 1983)

### Coppa del Mondo
- Miglior piazzamento in classifica generale: 3º nel 1979 e nel 1981